# Short track ai XX Giochi olimpici invernali - 500 m femminile

## Risultati

### Batterie

#### Batteria 1
| Class | Nome            | Nazione       | Tempo  | Note |
| ----- | --------------- | ------------- | ------ | ---- |
| 1     | Wang Meng       | Cina          | 45.011 | Q    |
| 2     | Marta Capurso   | Italia        | 45.217 | Q    |
| 3     | Joanna Williams | Gran Bretagna | 46.857 |      |

#### Batteria 2
| Class | Nome            | Nazione       | Tempo  | Note |
| ----- | --------------- | ------------- | ------ | ---- |
| 1     | Alanna Kraus    | Canada        | 45.688 | Q    |
| 2     | Kang Yun-Mi     | Corea del Sud | 45.755 | Q    |
| 3     | Susanne Rudolph | Germania      | 46.503 |      |
| 4     | Katalin Kristo  | Romania       | 46.531 |      |

#### Batteria 3
| Class | Nome              | Nazione   | Tempo  | Note |
| ----- | ----------------- | --------- | ------ | ---- |
| 1     | Evgenija Radanova | Bulgaria  | 45.703 | Q    |
| 2     | Kateřina Novotná  | Rep. Ceca | 46.279 | Q    |
| 3     | Chikage Tanaka    | Giappone  | 46.387 |      |

#### Batteria 4
| Class | Nome                  | Nazione     | Tempo  | Note |
| ----- | --------------------- | ----------- | ------ | ---- |
| 1     | Anouk Leblanc-Boucher | Canada      | 45.929 | Q    |
| 2     | Hyo-Jung Kim          | Stati Uniti | 46.077 | Q    |
| 3     | Aika Klein            | Germania    | 57.732 |      |
| -     | Stephanie Bouvier     | Francia     | DQ     |      |

#### Batteria 5
| Class | Nome         | Nazione  | Tempo    | Note |
| ----- | ------------ | -------- | -------- | ---- |
| 1     | Fu Tianyu    | Cina     | 45.636   | Q    |
| 2     | Yuka Kamino  | Giappone | 45.848   | Q    |
| 3     | Rozsa Darazs | Ungheria | 1:10.558 |      |

#### Batteria 6
| Class | Nome           | Nazione        | Tempo  | Note |
| ----- | -------------- | -------------- | ------ | ---- |
| 1     | Allison Baver  | Stati Uniti    | 45.998 | Q    |
| 2     | Erika Huszar   | Ungheria       | 46.113 | Q    |
| 3     | Yun Jong Suk   | Corea del Nord | 46.177 |      |
| 4     | Han Yue Shueng | Hong Kong      | 47.087 |      |

#### Batteria 7
| Class | Nome              | Nazione     | Tempo  | Note |
| ----- | ----------------- | ----------- | ------ | ---- |
| 1     | Kalyna Roberge    | Canada      | 45.396 | Q    |
| 2     | Arianna Fontana   | Italia      | 45.398 | Q    |
| 3     | Liesbeth Mau Asam | Paesi Bassi | 45.500 |      |

#### Batteria 8
| Class | Nome           | Nazione        | Tempo  | Note |
| ----- | -------------- | -------------- | ------ | ---- |
| 1     | Jin Sun-Yu     | Corea del Sud  | 45.954 | Q    |
| 2     | Sarah Lindsay  | Gran Bretagna  | 46.290 | Q    |
| 3     | Julia Elsakova | Bielorussia    | 47.726 |      |
| -     | Ri Hyang Mi    | Corea del Nord | DQ     |      |

### Quarti di finale

#### Quarto di finale 1
| Class | Nome                  | Nazione  | Tempo  | Note |
| ----- | --------------------- | -------- | ------ | ---- |
| 1     | Fu Tianyu             | Cina     | 44.760 | Q    |
| 2     | Anouk Leblanc-Boucher | Canada   | 44.821 | Q    |
| 3     | Arianna Fontana       | Italia   | 44.948 |      |
| 4     | Erika Huszar          | Ungheria | 45.382 |      |

#### Quarto di finale 2
| Class | Nome          | Nazione       | Tempo    | Note |
| ----- | ------------- | ------------- | -------- | ---- |
| 1     | Wang Meng     | Cina          | 45.257   | Q    |
| 2     | Allison Baver | Stati Uniti   | 53.135   | Q    |
| 3     | Sarah Lindsay | Gran Bretagna | 1:01.289 |      |
| -     | Kang Yun-Mi   | Corea del Sud | DQ       |      |

#### Quarto di finale 3
| Class | Nome              | Nazione     | Tempo  | Note |
| ----- | ----------------- | ----------- | ------ | ---- |
| 1     | Evgenija Radanova | Bulgaria    | 44.252 | Q    |
| 2     | Marta Capurso     | Italia      | 44.438 | Q    |
| 3     | Alanna Kraus      | Canada      | 45.172 |      |
| 4     | Hyo-Jung Kim      | Stati Uniti | 45.339 |      |

#### Quarto di finale 4
| Class | Nome             | Nazione       | Tempo  | Note |
| ----- | ---------------- | ------------- | ------ | ---- |
| 1     | Kateřina Novotná | Rep. Ceca     | 45.596 | Q    |
| 2     | Kalyna Roberge   | Canada        | 45.710 | Q    |
| 3     | Jin Sun-Yu       | Corea del Sud | 46.428 |      |
| 4     | Yuka Kamino      | Giappone      | 47.356 |      |

### Semifinali

#### Semifinale 1
| Class | Nome                  | Nazione       | Tempo  | Note |
| ----- | --------------------- | ------------- | ------ | ---- |
| 1     | Fu Tianyu             | Cina          | 45.130 | QA   |
| 2     | Anouk Leblanc-Boucher | Canada        | 45.234 | QA   |
| 3     | Allison Baver         | Stati Uniti   | 45.512 | QB   |
| 4     | Kateřina Novotná      | Rep. Ceca     | 45.718 | QB   |
| 5     | Sarah Lindsay         | Gran Bretagna | 46.060 |      |

#### Semifinale 2
| Class | Nome              | Nazione  | Tempo  | Note |
| ----- | ----------------- | -------- | ------ | ---- |
| 1     | Wang Meng         | Cina     | 44.650 | QA   |
| 2     | Evgenija Radanova | Bulgaria | 44.711 | QA   |
| 3     | Kalyna Roberge    | Canada   | 44.960 | QB   |
| 4     | Marta Capurso     | Italia   | 45.204 | QB   |

### Finali

#### Finale A
| Class | Nome                  | Nazione  | Tempo  | Note |
| ----- | --------------------- | -------- | ------ | ---- |
|       | Wang Meng             | Cina     | 44.345 |      |
|       | Evgenija Radanova     | Bulgaria | 44.374 |      |
|       | Anouk Leblanc-Boucher | Canada   | 44.759 |      |
| -     | Fu Tianyu             | Cina     | DQ     |      |

#### Finale B
| Class | Nome             | Nazione     | Tempo  | Note |
| ----- | ---------------- | ----------- | ------ | ---- |
| 1     | Kalyna Roberge   | Canada      | 46.605 |      |
| 2     | Marta Capurso    | Italia      | 46.899 |      |
| 3     | Kateřina Novotná | Rep. Ceca   | 55.378 |      |
| 4     | Allison Baver    | Stati Uniti | 55.689 |      |